# 藍光鞭冠鮟鱇
藍光鞭冠鮟鱇為輻鰭魚綱鮟鱇目棘茄魚亞目鞭冠鮟鱇科的其中一種，為深海魚類，分布於中太平洋東部海域，棲息深度900-1100公尺，體長可達40公分，生活習性不明，不具經濟價值。

## 扩展阅读
維基物種上的相關：藍光鞭冠鮟鱇